# Welmer Ramos González
Jesús Welmer Ramos González (Heredia, 13 de enero de 1961) es economista, administrador y exdiputado de la Asamblea Legislativa de Costa Rica por el Partido Acción Ciudadana. Ejerció como economista del Banco Central de Costa Rica entre 1983 y 2006. Fue ministro de Economía, Industria y Comercio y presidente del Consejo Rector del Sistema Banca de Desarrollo durante la administración Solís Rivera (2014-2018). En 2019 fue denunciado penalmente por la procuraduría de la ética por el delito de tráfico de influencias. Por esta misma denuncia, el presidente de la república solicitó la renuncia del diputado.

## Biografía

### Primeros años
Ramos González nació en Heredia, el 13 de enero de 1961. Es originario del pueblo de Cuipilapa, localizado a 7 kilómetros de La Fortuna, en el cantón de Bagaces. Hijo de Jorge Ramos Ramírez y Coralia González Marín, es el menor de ocho hermanos. Su familia se dedicó a la agricultura  y ganadería en pequeña escala, tanto para el consumo como para ventas menores. 
"Mi familia era de clase media en ese tiempo (por los años 60) vivíamos en Cuipilapa y ahí para que entraran los vehículos tenía que ser en el puro verano, incluso, podíamos oír un motor a 5 kilómetros de distancia. Dado que no habían motores ni ruidos, todo era muy natural, no había energía eléctrica, refrigeración, televisión, nos alumbrábamos con carburas (lámparas que funcionan con unas piedras que con agua expulsan gas acetileno). Todo se cocinaba con leña. Eran otros tiempos".

### Formación
Realizó su formación primaria en la Escuela bidocente de Cuipilapa. Realizó su formación secundaria en el Colegio Técnico Profesional Agropecuario de la Fortuna de Bagaces (primero a cuarto año) y en Colegio Diurno de Cañas, Guanacaste (quinto año).
En 1990, se graduó de Bachiller en Economía, por la Universidad Autónoma de Centro América.
Obtuvo el Máster en Administración de Negocios con énfasis en Finanzas, por la Universidad Interamericana de Costa Rica (1992).
En 2004, obtuvo el Máster en Evaluación de Programas y Proyectos de Desarrollo, por la Universidad de Costa Rica. 

### Vida privada
En 1991, se casó con Evelyn Acuña Castro. Su residencia actual se ubica en San Pedro de Montes de Oca, San José.   
Es aficionado al deporte en disciplinas como el voleibol, fútbol y atletismo.[cita requerida]

### Carrera profesional
Fue economista e investigador, en el Banco Central de Costa Rica, entre 1983 a 2006.
Entre los años 2002 y 2013, fue profesor de posgrado y maestrías en la UCR, FIDÉLITAS, Fundepos.
Para los años 2006 y 2014, fue asesor parlamentario del Partido Acción Ciudadana, en la Asamblea Legislativa.
El 8 de mayo de 2014, el entonces presidente Luis Guillermo Solís, lo nombró Ministro de Economía, Industria y Comercio; cargo que mantuvo hasta el 2 de febrero de 2017.
Fue elegido diputado de la Asamblea Legislativa, el 1 de mayo de 2018; cargo que ostento hasta el 2022.

## Candidato presidencial en 2022
Participó nuevamente en la Convención Nacional Ciudadana de 2021, por el Partido Acción Ciudadana, y ganó la nominación presidencial por su partido el 22 de agosto de 2021. El 6 de febrero de 2022, en las elecciones generales de Costa Rica, Ramos recibió solo 0,66 % de los votos, dejándolos fuera de la segunda ronda y sin ningún diputado en la Asamblea Legislativa. Es el peor resultado del PAC hasta la fecha. Ramos achaca su derrota a las políticas fiscales regresivas del gobierno de Alvarado (2018-2022).

## Proyectos de Ley y propuestas
Ramos considera que la economía no es un fin en sí misma, sino que, como ciencia social, es procurar el mayor bienestar de los individuos de una sociedad, lo que implica una adecuada distribución del ingreso y la generación de herramientas para una equitativa movilidad social.
Durante su carrera política, por más de 30 años, ha impulsado diversas leyes y proyectos entre ellos los siguientes:
- Proponente de la Ley contra la Usura  (Ley N.º 9859)
- Proponente de la Ley de Comisiones Máximas de Tarjetas (Ley 9831)
- Proponente de la Ley de Quiebras (Expediente N.º 21.436)
- Proponente de la Reforma Integral al Sistema Nacional de la Calidad
- Proponente del Proyecto para reducir del IVA a los productos agrícola orgánicos
- Proponente de la Ley de la Promoción del Medicamento
- Asesor Legislativo en la creación de la Ley de Banca para el Desarrollo en Costa Rica
- Asesor Legislativo en las reformas a la Ley Orgánica del Sistema Bancario Nacional
- Asesor Legislativo en Proyecto de Solidaridad Tributaria

## Publicaciones
Ha publicado en revistas y diarios, artículos sobre economía, finanzas internacionales, comercio internacional, sistema financiero, reactivación económica, finanzas familiares, entre otros temas.
- Viabilidad y Conveniencia de la Dolarización en Costa Rica. Revista Economía y Sociedad, Universidad Nacional. III trimestre 2001. l'Université Toulouse II.[4]
- EL PASS THROUGH DEL TIPO DE CAMBIO: UN ANÁLISIS PARA LA ECONOMIACOSTARRICENSE diciembre de 2001.[5]
- The Exchange Rate’s Pass-Through: An Analysis for the Costa Rican Economy from 1991 to 2001. Latin American Research Abstracts FRB Dallas Latin American Research Abstracts, Issue 17.[6]